# Курочка Микола Олександрович
Мико́ла Олекса́ндрович Ку́рочка — сержант 154-го окремого батальйону територіальної оборони 117 ОБрТрО Збройних сил України, учасник російсько-української війни.

## Біографія
Микола Курочка народився 19 грудня 1996 року в Охтирці. У школі захоплювався футболом, після школи обрав професію будівельника. У 2015 році пішов на службу до Національної гвардії України. А вже через два роки вирушив у зону АТО, де воював до 2021 року. 
У січні 2022 року, коли вже відчувалася загроза повномасштабної війни, вступив до лав Охтирського батальйону тероборони, де й проходив службу до початку війни. 
З початком повномасштабного російського вторгнення в Україну як військовослужбовець територіальної оборони став на захист рідного міста. Загинув у боях за Охтирку.
24 лютого 2022 року до міста Охтирка увійшла ворожа колона техніки. Це був авангард наступальних сил росіян. Втрати техніки агресора розпочалися зі влучного пострілу Миколи Курочки протитанковим засобом по машині з боєприпасами. 
Загинув 28 лютого, виконуючи бойове завдання (розвідувальна операція) поблизу села Воронівщина, що на Полтавщині.

## Нагороди
- орден «За мужність» III ступеня (2022, посмертно) — за особисту мужність і самовіддані дії, виявлені у захисті державного суверенітету та територіальної цілісності України, вірність військовій присязі.